# 川藏、青藏公路通车四十周年纪念碑
川藏、青藏公路通车四十周年纪念碑是中国西藏自治区拉萨市的一座纪念碑，1994年竖立，位于金珠路西口，纪念川藏公路和青藏公路通车40周年。
该碑碑文由时任中华人民共和国国务院总理的李鹏题写，其辞为：
振兴经济 交通先行

为川、青藏公路四十周年题

李鹏

1994年2月12日